# Archenteron
Als Archenteron (gr. ἀρχή, arché = ‚Anfangs-‘ und ἔντερον, enteron = ‚Darm‘) oder Urdarm bezeichnet man in der Embryogenese einen während der Gastrulation entstehenden Hohlraum, der sich nach außen durch den Urmund (Blastoporus) öffnet. Aus dem Archenteron bildet sich letztlich der Verdauungstrakt des entsprechenden Organismus.

## Beschreibung

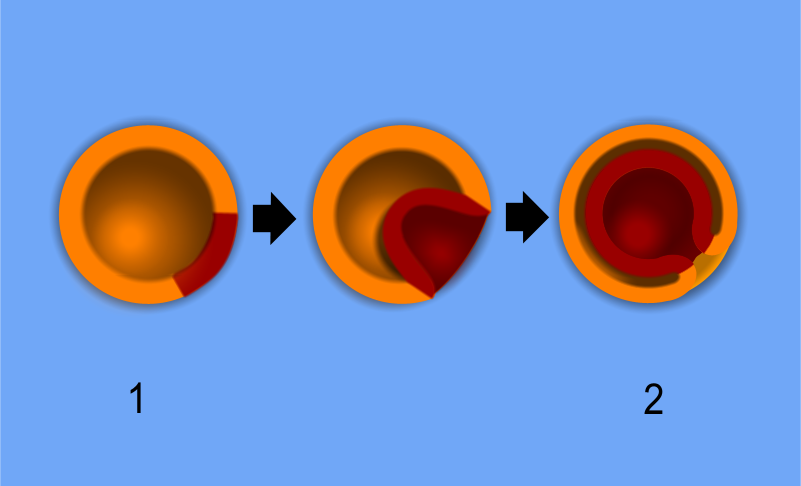
1 = Blastula, 2 = Gastrula
orange = Ektoderm, rot = Entoderm

Die Gastrulation ist ein Abschnitt der Embryogenese von Vielzellern. In diesem Entwicklungsstadium bildet sich durch Einstülpung (Invagination) der Blastulawand die Gastrula. Dabei entsteht eine doppelwandige Struktur mit den beiden Keimblättern Ektoderm (außen) und Entoderm (innen). Während das Ektoderm die äußere Oberfläche des Embryos bildet und sich daraus später die äußere Körperbedeckung bildet, formt das Entoderm den embryonalen Urdarm, das Archenteron. Aus dem Urdarm bilden sich im weiteren Verlauf der Embryogenese der Verdauungstrakt und die inneren Organe.